# Portulano Mediceo Laurenziano

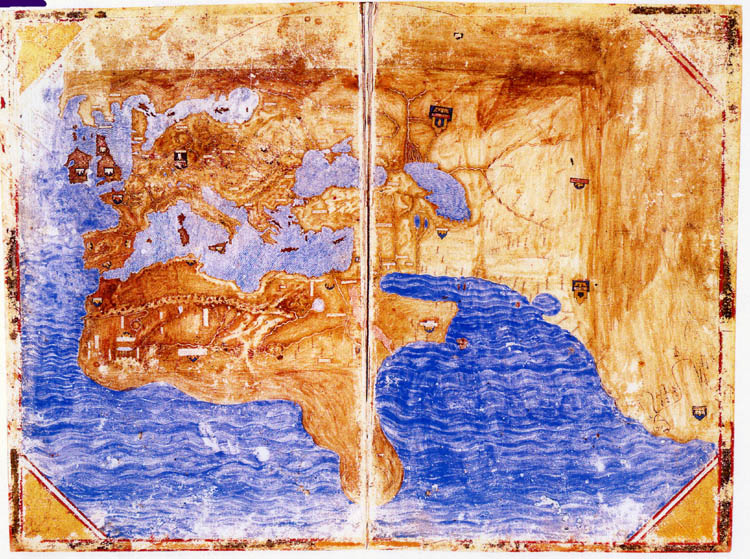
Portulano Mediceo Laurenziano, 1351.

O Portulano Mediceo Laurenziano, também referido como Portulano Laurenziano Gaddiano, Atlas Laurentino ou Atlas Mediceu, é um portulano quatrocentista atualmente na Biblioteca Medicea Laurenziana, em Florença, na Itália.
Datado de 1351, este mapa integra um atlas composto por oito folhas. A primeira, uma carta astronómica, é relevante nomeadamente para a datação da obra em geral. A segunda contém este mapa. As três folhas seguintes formam uma carta-portulano normal da região do mar Mediterrâneo. As últimas três folhas abrangem o mar Egeu, o mar Negro, o mar Adriático e o mar Cáspio.
Desconhece-se a autoria e a finalidade ou destinação da obra e, exceto de que provém da Ligúria, nada mais se sabe sobre a sua origem.
É importante para:
- a História dos Açores, uma vez que já assinala a "Insulae de Cabrera" (ilhas de Santa Maria e de São Miguel), "Insulae Brasil" (Terceira), "Insulae Ventura Sive Columbus" (ilhas do Faial, Pico e São Jorge), e "Insulae Corvis Marinis" (ilhas das Flores e Corvo).

- a História da Madeira, cujas ilhas já assinala também.